# Карлсон повернувся
«Карлсон повернувся» — радянський мальований мультиплікаційний фільм режисера Бориса Степанцева. Екранізація другої частини трилогії Астрід Ліндгрен про Карлсона.

## Сюжет
Так і не дочекавшись повернення Карлсона (Василь Ліванов), сумний Малюк (Малий) (Клара Румянова) помітив у себе в кімнаті вентилятор, надів його на цуценя і ввімкнув, щоб зробити з нього справжнього Карлсона. Але тут щеня гавкнуло, і вентилятор вимкнувся. Малюк (Малий) через це дуже засумував.
У газеті батьки Малого дали оголошення, що для Малоиу потрібна вихователька. Їм було невтямки, хто такий Карлсон, і чому Малий весь час говорить про нього. Раптом лунає дверний дзвінок, і Малий, подумавши, що це Карлсон, відчиняє двері. Але це виявилася хатня робітниця фрекен Бок ( Панні Цап у книзі)(Фаїна Раневська) з кішкою Матильдою і пилососом. Помітивши цуценя, Фрекен Бок вирішила «зробити з нього людину». Але Малюк схопив свого цуценя, щоб захистити. Тато (Василь Ліванов) хотів закурити, але тут фрекен Бок увімкнула пилосос і засмоктала в нього все, крім трубки, зажадавши залишити цю гидку звичку.
Хатній робітниці приготували плюшки з чаєм, і фрекен почала їсти їх і годувати ними кішку. Батьки йдуть працювати. Фрекен Бок помітила сигарету, яку тато упустив перед виходом, встала із-за столу і засмоктала її в пилосос. Малюк хотів було з'їсти одну плюшку, але фрекен Бок зупиняє його пилососом, виймає плюшку, кажучи, що солодке псує статуру, і сама з'їдає, потім вона замикає його в кімнаті. Щеня Маля теж хотіло з'їсти одну плюшку, але фрекен Бок і його зупиняє пилососом і просить Матильду зайнятися ним. Матильда взяла лапою цуценя за нашийник, але той сильно розцілував, що привело її в «безчуття».
А Малюк тим часом намагається вибратися зі своєї кімнати, але тут до нього знову прилітає Карлсон. Він вийшов привабливим, енергійним, рухливим і з кумедно-характерним голосом. Поки Карлсон рибалив у Малюка в акваріумі, Малюк радісно закричав, і Карлсон при падінні в акваріум від переляку намочив собі штани. Вони привітали один одного, і Карлсон здивувався, чому Малюк його не питає, де той пропадав весь цей час. Коли ж Малюк запитав, Карлсон почав розповідати, що був у своєї бабусі.
Раптом мотор знову зламався, і Карлсон попросив у Маля заправки — торт зі збитими вершками, але торта не було. Карлсона природно це не втішило: він припускав, що на нього чекають з нетерпінням і приготували для нього найсмачніше частування. Малюк запропонував Карлсонові смажену ковбасу, і він неохоче погодився, сів за стіл і скинув із нього всі іграшки. Однак Малюк нічого не міг принести Карлсон через те, що він замкнений. Від цього він засмутився, розповівши Карлсон про фрекен Бок.
Тим часом Фрекен Бок дивиться телевізор. Там транслюється передача «З життя привидів». У ній показується сцена з диким, але симпатичним привидом, яка запозичена з попередньої серії. Фрекен Бок ставиться до цього критично. За порадою диктора вона записує номер редакції.
Малюк все ще продовжує ревти, але Карлсон, який кілька разів говорить: «Не реви», винаходить план. Він ховає Маля за вікном, причому перед цим Малюк залишає під своїм ліжком черевики. Фрекен Бок, почувши звук пропелера, попрямувала до кімнати подивитися, що відбувається. Увійшовши до кімнати, вона бачить, що Малюка там немає, і починає його пошук. Спочатку вона зазирнула у шафу, але Маля там не було. Тепер вона полізла під ліжко, побачивши нібито ногу Маля, але там замість Маля був тільки його черевик. Фрекен Бок продовжувала кликати Малюка. Карлсон повертає того в кімнату, потім перелітає на кухню і з іншого боку зачиняє двері на ключ, щоб помститися «домомучительці», потім повертається в кімнату і швидко відносить Малого на кухню. Фрекен Бок було кинулась за ліками для себе, але зрозуміла, що її замкнули на ключ. Знов не побачивши Малюка, фрекен Бок зомліла і продовжила гукати.
А Малюк та Карлсон тим часом дивилися телевізор. Малюк, поїдаючи плюшки, веселився під пісню, яку співав співак, але оскільки Карлсон до цього ніколи не бачив телевізор і не знає, як він влаштований, то він, бачачи на екрані тільки голову, дивувався. Він поліз з'ясовувати, у чому річ, і тут перед ним на екрані з'явилася дуже гарна дівчина. Закохавшись у неї, Карлсон почервонів. Але як тільки він почав «представлятися» їй, то зачепив провід, через що вилка висмикнулася з розетки, і телевізор перестав працювати. Карлсон пересунув телевізор, щоб пошукати свою кохану. Відреагувавши на сміх Малюка, Карлсон відволік його від плюшок і переніс його назад до кімнати, вважаючи, що через нього він «втратив» дівчину.
Тепер він почав засмоктувати плюшки в пилосос фрекен Бок, але та, побачивши це, зупинила пилосос. Тепер Карлсон став «дзижчати» у вухах фрекен Бок. Та потихеньку підкралася до Малюка, щоб запитати, в якому вусі у неї «дзижчить». Малюе відповідає, що це в лівому вусі, але насправді це в обох вухах. Тепер Карлсон скидає фрекен Бок м'яч, чому та заспівала: «Ля-ля-ля-ля-ля! Ля ля ля ля ля! І я збожеволіла! Яка прикрість?!» і зникла.
Незабаром Фрекен Бок повертається в кімнату до Малюка. Карлсон маскується під привида, залізши в крісло. Фрекен Бок, побачивши «живе крісло», страшенно злякалася цього. Карлсон-крісло ззаду підхопив «домомучительку», звалив на себе і почав носити по кімнаті. Фрекен закричала: "Не треба, боюся! і зістрибує з крісла. Карлсон запропонував «знайомство», але та, відмовившись, злякано сховалася у ванній. А там вона вдавала, що «дзвонила» у передачу «З життя привидів». Підслухавши це, Малюк зрозумів, що Фрекен Бок хоче потрапити до телевізора. Раптом Фрекен Бок помічає Карлсона. Вона хотіла відлупцювати його, але той зупиняє її, говорячи: «А у вас молоко втекло».
У фінальній сцені Карлсон вириває у Малюка плюшки, бо, за словами Карлсона, він уже сьому з'їв. Фрекен Бок попереджає появу телевізійних митців. Тоді Карлсон починає показувати всім фокуси, далі всі почали веселитися. І раптом пролунав дверний дзвінок. Це прийшли батьки Малюка. Він повів їх до себе, щоб познайомити з Карлсоном. Батьки увійшли до кімнати, а в ній були фрекен Бок, цуценя та кішка Матильда, але не було Карлсона. Фрекен Бок сказала, що він полетів, але обіцяв повернутись.

## Творці

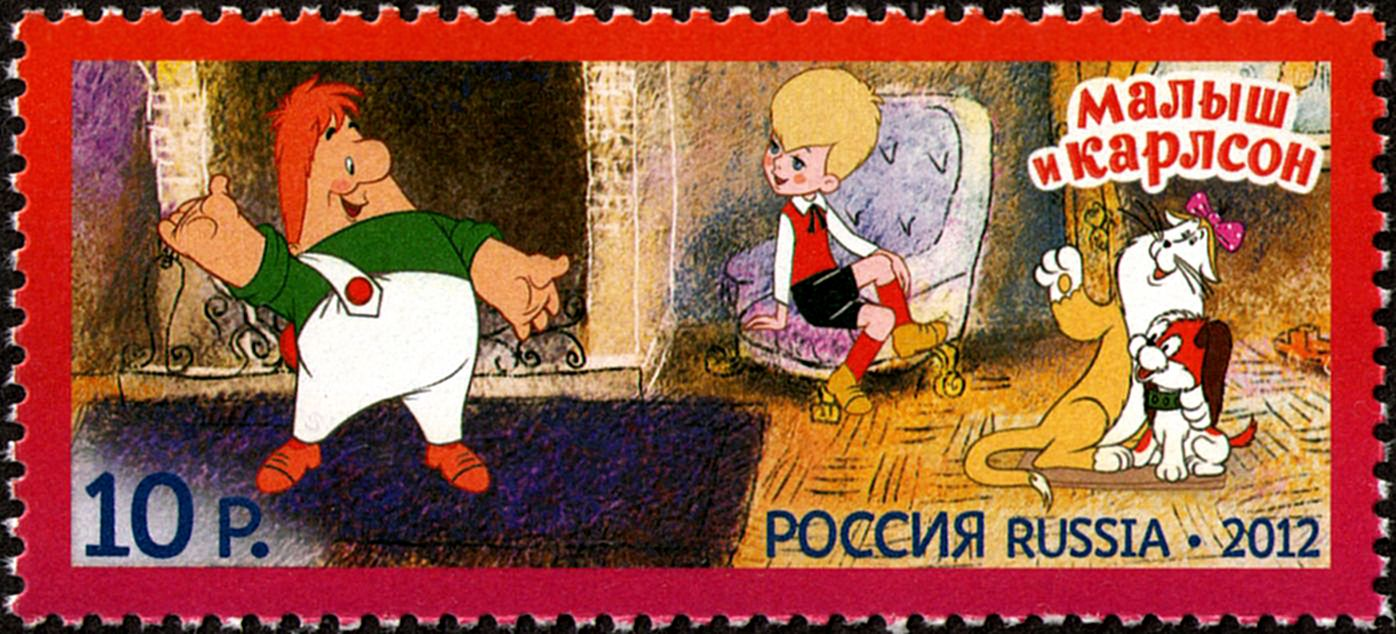
Герої мультфільму Бориса Степанцова на поштовій марці. Росія, 2012 (ЦФА [АТ «Марка»] # 1654; Mi # 1886).

- Автор сценарію: Борис Ларін
- Режисер: Борис Степанцев
- Художники-постановники: Анатолій Савченко, Юрій Бутирін
- Композитор: Геннадій Гладков
- Оператор: Михайло Друян
- Звукооператор: Борис Фільчиков
- Асистент режисера: Шилова
- Помічник оператора: М. Наяшкова
- Монтажник: В. Турубінер
- Художники: Ірина Свєтлиця, Віра Харитонова, Світлана Скребньова, Ольга Кисельова, В. Гілярова, Зоя Кредушинська
- Художники-мультиплікатори: Юрій Бутирін, Рената Міренкова, Віктор Шевков, Анатолій Петров, Галина Баринова
- Редактор: Раїса Фричинська
- Директор картини: Любов Бутиріна
- Ролі озвучували:
  - Фаїна Раневська — фрекен Бок[2]
  - Василь Ліванов — Карлсон / тато Малюка / телеведучий
  - Клара Рум'янова — Малюк / Мама Малюка

## Інтерв'ю
Цитата з інтерв'ю А. М. Савченка та Ю. А. Бутиріна:

- Питання: Своїх найзнаменитіших і найпопулярніших персонажів ви придумали легко?
- Відповідь: Так, напевно … Папуга Кеша відразу вийшов, Карлсон теж, без особливих напружень. І Фрекен Бок. Коли сценарій цікавить, набагато легше працюється. Все подобається. До речі, на роль Фрекен Бок Фаїну Раневську запропонував я. Борька пробував багатьох актрис, намучився страшно, ніхто не подобався. А з Раневською одразу все вийшло. Жінкою вона була крутої вдачі, режисера називала діточкою і не приймала жодних зауважень: «Діточка, я сама все знаю!..» А на мене вона навіть образилася. Коли побачила намальовану Фрекен Бок, вигукнула: «Невже я така страшна?» Я спробував її переконати: Це не ви, а образ! Але, на мою думку, актриса залишилася при своїй думці.
- Питання: Чому не було продовження пригод Малюка і Карлсона?
- Відповідь: Зняли ми два фільми, і студія збиралася робити третій, але режисер Борис Степанцев захопився новими ідеями. «Карлсона» відклали до кращих часів, а потім так і не повернулися до нього. Жаль, звичайно, це була б дуже хороша серія.

— Інтерв'ю з А. М. Савченком та Ю. А. Бутиріном, художниками-постановниками низки мультфільмів Степанцева